# Paullus
Paullus ist ein Cognomen im römischen Reich, das auch als Praenomen verschiedener Römer erscheint.
- Iulius Paullus, römischer Offizier (Kaiserzeit)
- Gaius Iulius Paullus, römischer Offizier (Kaiserzeit)
- Marcus Aemilius Paullus (Konsul 302 v. Chr.), römischer Politiker
- Marcus Aemilius Paullus (Konsul 255 v. Chr.), römischer Politiker
- Lucius Aemilius Paullus (Konsul 219 v. Chr.),  († 216 v. Chr.), römischer Feldherr und Politiker, Konsul 219 v. Chr. und 216 v. Chr.
- Lucius Aemilius Paullus Macedonicus, (um 229 v. Chr.–160 v. Chr.), römischer Feldherr und Politiker
- Lucius Aemilius Paullus (Konsul 50 v. Chr.), († nach 43 v. Chr.), römischer Senator
- Lucius Aemilius Paullus (Konsul 1), römischer Politiker und Senator
- Lucius Sergius Paullus, Konsul 168
- Lucius Vettius Paullus, römischer Suffektkonsul 81
- Marcus Censorius Paullus, römischer Konsul 160
- Paullus Aemilius Lepidus, nachgewählter Konsul (consul suffectus) 34 v. Chr.
- Paullus Fabius Maximus, Konsul 11 v. Chr.
- Paullus Fabius Persicus, Konsul 34